# Guilliams

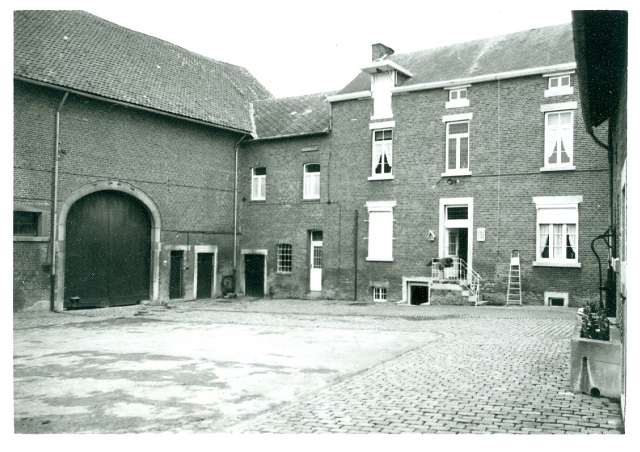
Gezicht op de binnenkoer van de voormalige jeneverstokerij Guilliams in de Hasselbroekstraat 152 in Gingelom

De jeneverstokerij Guilliams was een landbouwstokerij van jenever in de gemeente Gingelom in de Belgische provincie Limburg.

## Geschiedenis
Jeneverstokerij Guilliams werd gesticht in 1921 en stopgezet in 1949.

## Gebouw
De landbouwstokerij Guilliams was gelegen in de Hasselbroekstraat 152 in Gingelom. Deze gesloten hoeve met rechthoekig erf uit de 19e en het eerste kwart van de 20e eeuw was voorzien van industriegebouwen achter de hoeve. De totale oppervlakte besloeg 5085 m².
Bij de stopzetting van het bedrijf in 1949 werden delen van de stokerij ontmanteld zoals de stoommachine uit 1903. Er waren nog een aantal onderdelen bewaard gebleven zoals onder meer een gietijzeren distillatiekolom. Deze kolom, uit 1920, werd in 1985 gedemonteerd uit de landbouwstokerij Guilliams en opnieuw opgebouwd op de binnenkoer van het Jenevermuseum in Hasselt. De kolom bestaat uit 14 schotten, heeft een hoogte van 4,5 m en diameter van 88 cm.
Nog een ander object uit deze stokerij die een plaats gekregen heeft in de vaste opstelling van het Jenevermuseum is de molenstoel. Deze wordt gebruikt om de reconstructie van een stookkamer te vervolledigen.
Het gebouw van de voormalige stokerij werd beschermd bouwkundig erfgoed in 2018. In 2023 bevindt er zich dierenartsenpraktijk Hasselbroek.